# Eccica-Suarella
Eccica-Suarella (kors. Eccica è Suaredda) – miejscowość i gmina we Francji, w regionie Korsyka, w departamencie Korsyka Południowa.
Według danych na rok 1990 gminę zamieszkiwało 570 osób, a gęstość zaludnienia wynosiła 39 osób/km².